# Sutera macrosiphon
Sutera macrosiphon är en flenörtsväxtart som först beskrevs av Rudolf Schlechter, och fick sitt nu gällande namn av William Philip Hiern. Sutera macrosiphon ingår i släktet snöflingor, och familjen flenörtsväxter. Inga underarter finns listade i Catalogue of Life.